# بندنو (سرچهان)
بندنو، روستایی در دهستان توجردی بخش توجردی شهرستان سرچهان در استان فارس ایران است.

## جمعیت
بر پایه سرشماری عمومی نفوس و مسکن در سال ۱۳۹۵، جمعیت این روستا برابر با ۲۹۹ نفر (۸۶ خانوار) بوده است.